# یواس‌اس بریلینت (۱۸۶۲)
یواس‌اس بریلینت (۱۸۶۲) (به انگلیسی: USS Brilliant (1862)) یک کشتی بود که طول آن ۱۵۴ فوت ۸ اینچ (۴۷٫۱۴ متر) بود. این کشتی در سال ۱۸۶۲ ساخته شد.